# Bārh
Bārh är en ort i Indien.   Den ligger i distriktet Patna och delstaten Bihar, i den nordöstra delen av landet, 900 km öster om huvudstaden New Delhi. Bārh ligger 52 meter över havet och antalet invånare är 49 557.
Terrängen runt Bārh är mycket platt. Runt Bārh är det tätbefolkat, med 459 invånare per kvadratkilometer. Bārh är det största samhället i trakten. Trakten runt Bārh består till största delen av jordbruksmark.